# Kružlov
Kružlov este o comună slovacă, aflată în districtul Bardejov din regiunea Prešov. Localitatea se află la altitudinea de 350 m deasupra n.m., se întinde pe o suprafață de 10,2 km2 și în 2017 număra 1.017 locuitori. Se învecinează cu comuna Krivé.

## Istoric
Localitatea Kružlov este atestată documentar din 1460.

## Demografie
| An:                | 1994 | 2004   | 2014   | 2024   |
| ------------------ | ---- | ------ | ------ | ------ |
| Număr de persoane: | 1011 | 1006   | 1041   | 981    |
| Diferență:         |      | −0,49% | +3,47% | −5,76% |

| An:                | 2023 | 2024   |
| ------------------ | ---- | ------ |
| Număr de persoane: | 991  | 981    |
| Diferență:         |      | −1,00% |